# Idole de Pomos
L'Idole de Pomos est une sculpture préhistorique en forme de croix, trouvée près du village chypriote de Pomos. Elle est exposée au Musée de Chypre à Nicosie.
Cette figurine remonterait à la période chalcolithique, vers -3000 selon la loi de frontalité. L'œuvre représente probablement une femme symbole de fertilité. On trouve à Chypre de nombreuses sculptures de ce type. Les plus petites étaient portées comme amulettes autour du cou.
Célébrité de l'art préhistorique chypriote, elle a été choisie pour figurer sur les pièces en euro de Chypre. Elle apparait également dans le film Troie de Wolfgang Petersen, sorti en 2004. On peut l'apercevoir à plusieurs reprises (au sol et dans des niches) au temple d'Apollon dans lequel les Troyens d'Hector affrontent Achille et ses Myrmidons.